# Organização Continental Latino-Americana e Caribenha dos Estudantes
A Organização Continental Latino-Americana e Caribenha de Estudantes (OCLAE) é uma entidade estudantil latino-americana e caribenha, sendo a principal entidade de representação estudantil da região. Fundada em 11 de agosto de 1966, no IV Congresso Latino-Americano de Estudantes (IV CLAE), realizado em Cuba, país-sede da entidade. Atualmente representa trinta e oito federações estudantis na região, englobando organizações do movimento estudantil secundarista, universitário e de pós-graduação de 24 países do continente americano, com mais de 100 milhões de membros.
Entre seus principais objetivos estão: a luta pela erradicação do analfabetismo, o acesso à educação, o bem-estar estudantil e a igualdade com maior cobertura educacional; a defesa da autonomia universitária, do cogoverno nos centros estudantis, da liberdade e pluralidade acadêmica, bem como do ensino público e gratuito; além da promoção e do fortalecimento da solidariedade efetiva entre estudantes na luta contra o fascismo, o imperialismo, o colonialismo, o neocolonialismo, a fome, a injustiça social e qualquer conduta ou manifestação que fira a dignidade humana, defendendo também a unidade e a integração latino-americana.
Como entidade representativa estudantil, a OCLAE possui status consultivo junto ao Conselho Econômico e Social das Nações Unidas desde 1997 e categoria operacional perante a UNESCO. A organização tem se mantido como uma plataforma de articulação do movimento estudantil latino-americano na luta pelos direitos da juventude e dos estudantes.
Atua, ainda, em diversas redes e instituições regionais e internacionais, como a Rede Social para a Educação Pública nas Américas (Red-SEPAS), a Associação de Universidades Grupo Montevidéu (AUGM), o segmento educacional do MERCOSUL, o Conselho Diretor do Fórum Social Mundial (FSM), a Aliança Social Continental (ASC), o Fórum Latino-Americano de Juventudes (FLAJ), a Federação Mundial da Juventude Democrática (FMJD) e a Seção de Educação Superior da Internacional da Educação para a América Latina (IE). Desde 2014, integra os conselhos diretivos do Espaço Latino-Americano de Educação Superior (ELACES) e da Associação de Conselhos de Reitores da América Latina e do Caribe (ACRULAC), representando o segmento estudantil.
O mártir da OCLAE é o dirigente estudantil porto-riquenho José Rafael Varona, morto em decorrência de um bombardeio norte-americano enquanto realizava uma visita ao Vietnã.

## História
Os estudantes na América Latina têm constituído, desde o início do século XX, um dos setores sociais mais ativos na reivindicação de seus direitos. A partir desse período, iniciou-se uma ampla mobilização contra o sistema de ensino considerado anacrônico, acompanhada de um intenso trabalho em prol de uma reforma universitária abrangente, envolvendo aspectos políticos, administrativos e acadêmicos. Sua expressão mais significativa foi a Reforma de Córdoba, marcada pela divulgação do Manifesto Liminar em 1918, que transformou profundamente a consciência estudantil e o papel dos estudantes na sociedade.

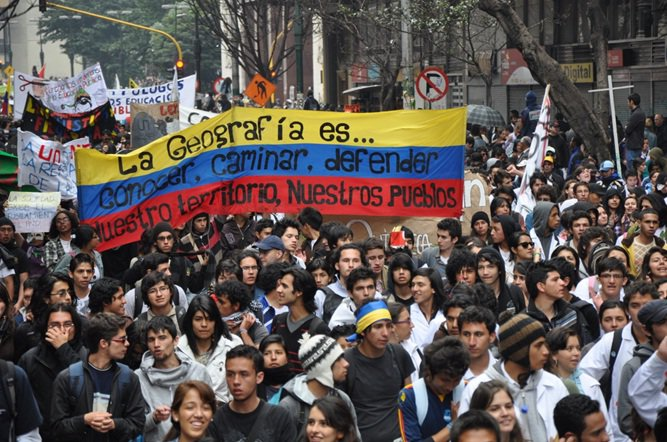
A conquista de uma educação pública, gratuita, de qualidade, popular, transformadora e libertadora é um dos principais objetivos de luta da OCLAE. Na imagem, marcha estudantil na Colômbia.

Nas décadas de 1920, 1930 e 1940, o movimento estudantil latino-americano pautou-se por bandeiras como o cogoverno universitário, a autonomia universitária, a cátedra livre e a integração latino-americana, sendo também parte dos setores que enfrentaram regimes ditatoriais e pró-imperialistas que dominavam o continente.
Em abril de 1948, realizou-se em Bogotá, na Colômbia, um congresso estudantil, em um contexto internacional marcado pelo fim da Segunda Guerra Mundial, pela formação de frentes nacionais antifascistas e pelo início da Guerra Fria. Nesse congresso, fortaleceu-se a ideia da criação de uma entidade estudantil em escala continental. No entanto, sua concretização foi impedida pelo episódio conhecido como El Bogotazo, um levante popular brutalmente reprimido, durante o qual foi assassinado o líder progressista Jorge Eliécer Gaitán. Entre os participantes do congresso estava o delegado cubano Fidel Castro Ruz, que mais tarde se tornaria o líder da Revolução Cubana.
Após a realização dos três primeiros Congressos Latino-Americanos de Estudantes (CLAE) em 1955, 1957 e 1959, ocorreu em 1961, no Brasil, a tentativa de realização de um suposto IV CLAE, promovido pela Conferência Internacional de Estudantes, criada e financiada pelos Estados Unidos. Essa iniciativa visava dividir e isolar o movimento estudantil latino-americano, mas fracassou devido à denúncia da maioria das federações estudantis da região.
O verdadeiro IV CLAE foi realizado entre 20 de julho e 11 de agosto de 1966, em Cuba. Com o voto favorável de 23 organizações, decidiu-se pela criação da Organização Continental Latino-Americana de Estudantes, à qual posteriormente foi incorporado o termo "Caribenha". Na ocasião, a Federação Estudantil Universitária (FEU) de Cuba foi escolhida para presidir a nova entidade.
Os Congressos Latino-Americanos e Caribenhos de Estudantes continuaram a ser realizados nas décadas de 1970, 1980 e 1990, sendo espaços de debate sobre as diretrizes da organização para os períodos seguintes, além de instâncias de articulação de ações de solidariedade com povos oprimidos pelo imperialismo e engajados em processos de luta por libertação nacional. Esses encontros também reafirmaram os princípios fundacionais da OCLAE. Ao longo do tempo, os principais eixos de luta da organização incluíram a oposição ao neoliberalismo, aos Tratados de Livre Comércio (TLC) e à Área de Livre-Comércio das Américas (ALCA), bem como a defesa do acesso universal a uma educação pública, gratuita e de qualidade.

## Estrutura e membros
O Congresso Latino-Americano e Caribenho de Estudantes (CLAE) é o órgão superior de deliberação e direção da organização, sendo de cumprimento obrigatório as decisões por ele aprovadas por parte de seus membros. Cabe ao CLAE definir a política geral da entidade para o período até a realização do próximo congresso.
Os Secretariados Geral e Executivo são responsáveis por representar a Organização Continental Latino-Americana e Caribenha de Estudantes (OCLAE), em conformidade com as diretrizes, políticas e linhas de ação estabelecidas pelos congressos CLAE.

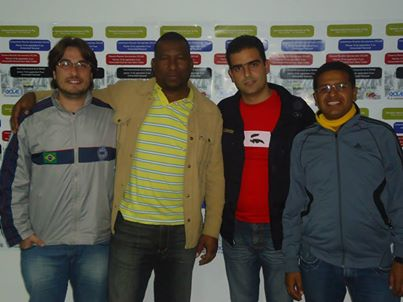
Secretariado Executivo da OCLAE em Bogotá, na Colômbia (setembro de 2013). Da esquerda para a direita: Mateus Fiorentini, do Brasil; Calixto French Naar, da Nicarágua; Ricardo Guardia Lugo (presidente da OCLAE), de Cuba; e Daniel Carbo Ordóñez, do Equador.

Atualmente, o Secretariado Geral é composto por 17 organizações estudantis do continente, enquanto o Secretariado Executivo é integrado pela Federação Estudantil Universitária (FEU) de Cuba, a União Nacional de Estudantes da Nicarágua, a Federação de Estudantes Universitários do Equador e a União Nacional dos Estudantes do Brasil — todas também integrantes do Secretariado Geral.
Desde a fundação da organização, e com confirmação no último XVII Congresso Latino-Americano e Caribenho de Estudantes (CLAE), a FEU de Cuba ocupa a presidência da Organização Continental Latino-Americana e Caribenha de Estudantes (OCLAE), razão pela qual a sede de seu Secretariado está localizada em Cuba.
Atualmente, 38 organizações fazem parte da OCLAE, com diferentes categorias de filiação: Plenas, Associadas, Amigas ou com status consultivo:
- Federação Estudantil Universitária de Cuba (FEU)
- União Nacional de Estudantes da Nicarágua (UNEN)
- União Nacional dos Estudantes do Brasil (UNE)
- Federação de Estudantes Universitários do Equador (FEUE)
- Federação Universitária Pró-Independência de Porto Rico (FUPI)
- Federação de Estudantes Dominicanxs (FED)
- Federação de Estudantes do Ensino Médio de Cuba (FEEM)
- Federação de Estudantes Secundaristas da Nicarágua (FES)
- Federação de Estudantes Universitários da Universidade da Costa Rica (FEUCR)
- Federação de Estudantes da Universidade Nacional da Costa Rica (FEUNA)
- Federação de Estudantes Universitários do Uruguai (FEUU)
- Federação Universitária Argentina (FUA)
- Organização Bolivariana Estudantil, Venezuela (OBE)
- Federação de Estudantes da Universidade Católica Boliviana (FEUCB)
- Confederação Universitária Boliviana (CUB)
- Confederação de Estudantes Secundaristas da Bolívia (CESB)
- Federação de Estudantes Politécnicos do Equador (FEPE)
- Federação de Estudantes Secundaristas do Equador (FESE)
- Federação de Estudantes do Peru (FEP)
- Associação Colombiana de Estudantes Universitários (ACEU)
- Federação de Estudantes Universitários da Colômbia (FEU-C)
- Associação Nacional de Estudantes Secundaristas da Colômbia (ANDES)
- União Brasileira dos Estudantes Secundaristas (UBES)
- Federação de Estudantes Universitários da Venezuela (FEUV)
- Associação Nacional de Pós-Graduandos do Brasil (ANPG)
- Federação de Estudantes Universitários de Guadalajara, México (FEU)
- Confederação de Estudantes do Chile (CONFECH)
- Coordenadora Nacional de Estudantes Secundaristas do Chile (CONES)
- Federação de Estudantes da Universidade de Assunção, Paraguai (FEUNA)
- Federação de Centros de Estudantes da Universidade Simón Rodríguez, Venezuela (FCU-UNESR)
- Conselho Nacional de Estudantes do Sistema de Educação Socialista, Venezuela (CONESES)
- Federação Venezuelana de Estudantes do Ensino Médio (FEVEEM)
- Federação de Estudantes Universitários da América Central (FEUCA)
- Frente Estudantil Revolucionário 29 de Novembro, Panamá (FER 29)
- Associação de Estudantes Universitários, Guatemala (AEU)
- Federação de Estudantes Universitários de Honduras (FEUH)
- Confederação de Estudantes do México (CEM)
- Associação Geral de Estudantes Universitários de El Salvador (AGEUS)
- Guild of Undergraduates, Barbados
- Guild of Undergraduates, Trinidad e Tobago
- Frente Nacional de Estudantes do Haiti (FENEH)
- União de Estudantes Terciários da Jamaica (JUTS)

## Presidentes
- Arquímedes Columbié (1966–1967)
- Rolando Fuentes (1967)
- Humberto Hernández Reinosa (1967–1968)
- Roberto de Armas Sánchez (1968–1969)
- Boris Reyes Sánchez (1969–1971)
- Jesús Reyes Arencibia (1971–1979)
- Fernando Remírez de Estenoz (1979–1981)
- Jorge González Riera (1981–1984)
- Ángel Arzuaga Reyes (1984–1986)
- Ana María Pellón Sáez (1986–1988)
- Jorge Arias Díaz (1988–1992)
- Sergio Vigoa de la Uz (1992–1993)
- Juan Carlos Carballido (1993–1994)
- Randy Alonso Falcón (1994–1996)
- Kenia Serrano Puig (1996–1998)
- Yosvani Díaz Romero (1998–2001)
- Yanelis Martínez Herrera (2001–2003)
- Ernesto Fernández Sánchez (2003–2005)
- Gisleidys Sosa Cabrera (2005–2006)
- Luis Arza Valdés (2006–2008)
- Roberto Obregón García (2008–2009)
- Yordanis Charchaval de la Rosa (2009–2011)
- Reynier Limonta Montero (2011–2012)
- Ricardo Guardia Lugo (2012–2015)
- Heidy Villuendas Ortega (2015–2017)
- Yordan Bango Porro (2017–2018)
- Mirthia Brossard Oris (2018–2019)
- Flavia Villarreal Soler (2019–2020)
- Leonel Pérez Freeman (2020–2022)
- Miguel Ángel Machado Rojas (2022–2024)

- Sheyla Ibatao Ruiz (2024–atual)

## Congressos Latino-Americanos e Caribenhos de Estudantes (CLAE)
- I CLAE: julho de 1955, em Montevidéu, no Uruguai, marcando o início da primeira etapa organizativa do movimento estudantil na região.
- II CLAE: de 20 a 30 de abril de 1957, em La Plata, na Argentina. Este congresso condenou as ditaduras de Rafael Trujillo na República Dominicana, Fulgencio Batista em Cuba, Marcos Pérez Jiménez na Venezuela e Carlos Castillo Armas na Guatemala.
- III CLAE: setembro de 1959, em Caracas, na Venezuela. Congresso marcado pela influência do triunfo da Revolução Cubana para toda a América Latina.
- IV CLAE: de 20 de julho a 11 de agosto de 1966, em Havana, em Cuba. Realizado sob o lema “Pela unidade anti-imperialista do estudante latino-americano”. A escolha de Cuba como sede constituiu um ato de apoio à jovem e atacada revolução. Em 11 de agosto, foi formalmente constituída a OCLAE, conforme resoluções aprovadas no congresso.
- V CLAE: de 13 a 19 de maio de 1973, em Santiago, no Chile. Sob o lema “A unidade anti-imperialista é a tática e estratégia da vitória”. Houve amplo apoio ao processo revolucionário no Chile e ao governo da Unidade Popular liderado por Salvador Allende.
- VI CLAE: março de 1979, em Havana, em Cuba. Realizado em homenagem ao 20º aniversário do triunfo da Revolução Cubana. Foram criadas a Ordem “José Rafael Varona” e a Distinção “11 de agosto”.
- VII CLAE: setembro de 1983, na Nicarágua. Com o lema “Todas as vozes, todos os braços, todo o coração dos estudantes revolucionários contra o imperialismo ianque”. Houve apoio à Revolução Sandinista, que enfrentava agressões de forças contrarrevolucionárias apoiadas pelos Estados Unidos.
- VIII CLAE: janeiro de 1987, em Havana, em Cuba. “A unidade anti-imperialista é a tática e a estratégia da vitória”. Comemorou-se o 20º aniversário da revista OCLAE. Foram emitidas resoluções de solidariedade com os estudantes do Chile, El Salvador e Nicarágua.
- IX CLAE: de 5 a 7 de novembro de 1992, em Montevidéu, no Uruguai. Com o lema “Somos a geração da integração, pelo direito de todos à educação, pela unidade da nossa América”. Evento importante que marcou a continuidade da organização em momento de dúvidas sobre sua necessidade.
- X CLAE: agosto de 1995, na República Dominicana. Sob o lema “Pelos direitos estudantis e a integração regional”. Celebrou-se o 29º aniversário da organização.
- XI CLAE: de 8 a 14 de fevereiro de 1998, em Brasília, no Brasil. Com o lema “Uma nova educação para um novo milênio”. Prosseguiu a revitalização da organização, com caráter mais gremial e representativo, ressaltando a necessidade de integração de todas as forças estudantis e juvenis.
- XII CLAE: de 1 a 4 de abril de 2000, em Havana, em Cuba. Com o lema “A unidade será sempre o caminho da vitória”. Realizou-se a primeira fase do plano organizativo para o movimento secundarista, debatendo a reforma da educação média na América Latina. Participou como convidado o líder cubano Fidel Castro e, em um dos momentos, foi fundada a Plataforma Anti-imperialista José Martí.
- XIII CLAE: de 29 de novembro a 2 de dezembro de 2002, em Guadalajara, no México. Sob o lema “Outra América é possível”. O foco central foi a luta contra a criação da Área de Livre-Comércio das Américas (ALCA).
- XIV CLAE: de 28 de fevereiro a 2 de março de 2005, em São Paulo, no Brasil. Sob o lema “Outra América é possível”. Coincidiu com a Bienal de Arte, Ciência e Cultura da UNE, tendo a cultura brasileira como destaque na expressão estudantil. Foi lançado o chamado para a Caravana pela Integração Latino-americana, manifestando a posição dos estudantes sobre o processo de unidade na América.
- XV CLAE: de 12 a 17 de novembro de 2007, em Quito, no Equador. Com o lema “Unida, América Latina Triunfa”. Houve apoio estudantil aos processos de integração impulsionados na América Latina e Caribe. Finalizou com uma grande marcha em comemoração ao Dia Internacional dos Estudantes.
- XVI CLAE: de 10 a 15 de agosto de 2011, em Montevidéu, no Uruguai. Sob o lema “Por nossa América: educação, unidade e liberdade”. O foco central foi o debate pela conquista de uma educação pública, gratuita e de qualidade. Realizou-se uma grande marcha estudantil e ações de solidariedade aos estudantes chilenos.

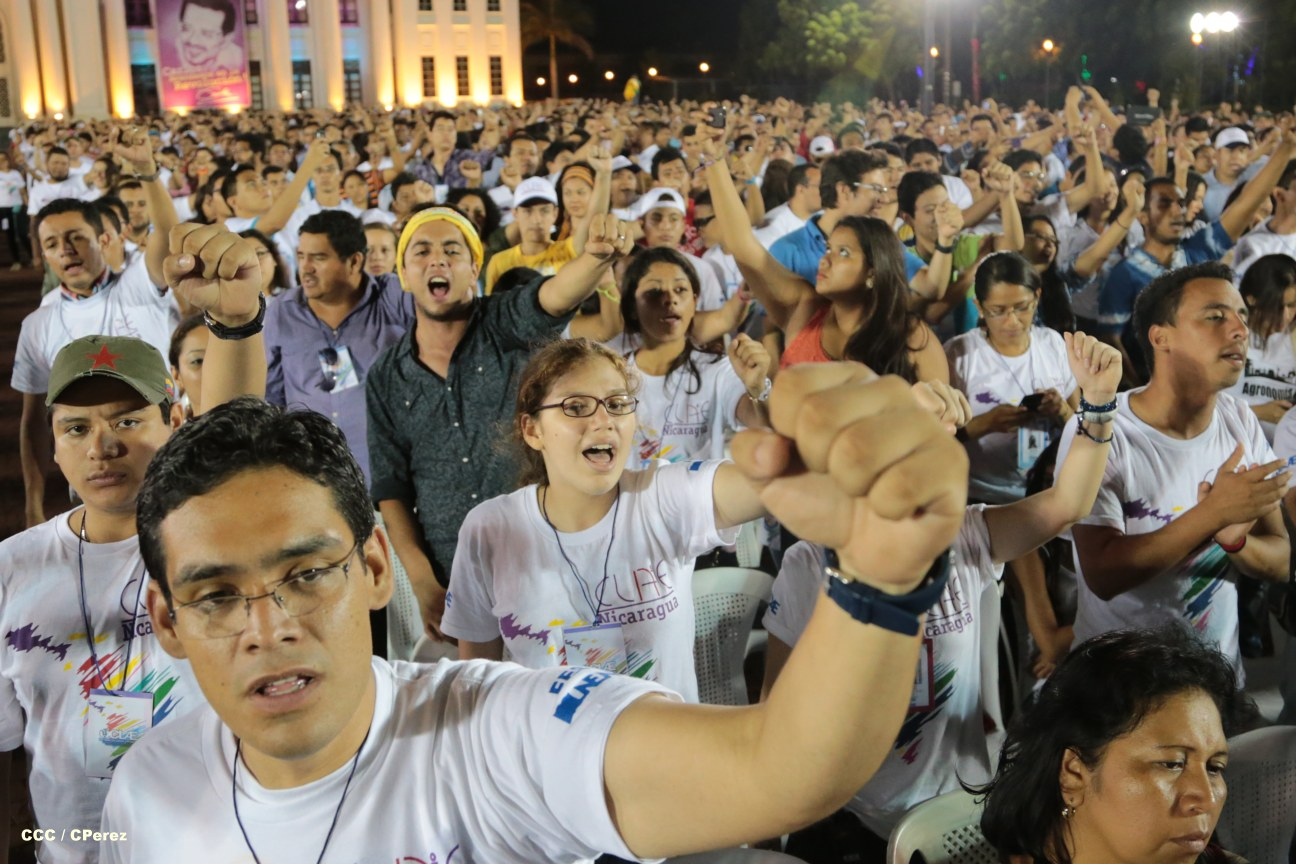
Na imagem, milhares de estudantes latino-americanos e caribenhos reunidos na Praça da Revolução, em Manágua, Nicarágua, durante o encerramento do 17º Congresso da OCLAE

- Na imagem, milhares de estudantes latino-americanos e caribenhos reunidos na Praça da Revolução, em Manágua, Nicarágua, durante o encerramento do 17º Congresso da OCLAEXVII CLAE: de 17 a 22 de agosto de 2014, em Manágua, na Nicarágua. Com o lema “Por América Latina: pintando a nova educação, unidade e transformação”, discutiram-se temas relacionados à educação, movimento estudantil e conjuntura política, convocando à coesão do movimento estudantil. Incluiu encontros de secundaristas e mulheres estudantes, além de homenagem ao ex-presidente venezuelano Hugo Chávez. Representou o retorno deste espaço à América Central e marcou o trabalho da OCLAE para os próximos anos, celebrando 50 anos da organização e 100 anos da Reforma de Córdoba. Encerrado na Plaza de la Revolución de Manágua, com a presença de Daniel Ortega, presidente da Nicarágua.
- XVIII CLAE: de 20 a 26 de maio de 2019, em Caracas, na Venezuela. Sob o lema “Unidade, luta anti-imperialista e educação emancipadora”. Realizado no Complexo Cultural Teatro Teresa Carreño, contou com a participação de aproximadamente 4.000 estudantes de 38 organizações de todo o continente.[6]